# Tomoaki Komorida
Tomoaki Komorida (小森田 友明 Komorida Tomoaki?, nacido el 10 de julio de 1981 en Kumamoto) es un exfutbolista japonés. Jugaba de defensa y su último club fue el Giravanz Kitakyushu de Japón.

## Trayectoria

### Clubes
| Club                | País      | Año         |
| ------------------- | --------- | ----------- |
| Avispa Fukuoka      | Japón     | 2000 - 2001 |
| Oita Trinita        | Japón     | 2002 - 2005 |
| Montedio Yamagata   | Japón     | 2005        |
| Vissel Kobe         | Japón     | 2006        |
| Roasso Kumamoto     | Japón     | 2007 - 2009 |
| Persela Lamongan    | Indonesia | 2010        |
| Giravanz Kitakyushu | Japón     | 2010 - 2012 |

## Estadística de carrera

### J. League
| Club                | Año   | J. League | J. League | Copa J. League | Copa J. League | Total | Total |
| Club                | Año   | Part.     | Goles     | Part.          | Goles          | Part. | Goles |
| ------------------- | ----- | --------- | --------- | -------------- | -------------- | ----- | ----- |
| Avispa Fukuoka      | 2000  | 0         | 0         | 0              | 0              | 0     | 0     |
| Avispa Fukuoka      | 2001  | 2         | 0         | 2              | 0              | 4     | 0     |
| Oita Trinita        | 2002  | 31        | 4         | -              | -              | 31    | 4     |
| Oita Trinita        | 2003  | 15        | 0         | 3              | 0              | 18    | 0     |
| Oita Trinita        | 2004  | 24        | 0         | 2              | 0              | 26    | 0     |
| Oita Trinita        | 2005  | 9         | 0         | 4              | 0              | 13    | 0     |
| Montedio Yamagata   | 2005  | 6         | 0         | -              | -              | 6     | 0     |
| Vissel Kobe         | 2006  | 23        | 0         | -              | -              | 23    | 0     |
| Roasso Kumamoto     | 2008  | 25        | 6         | -              | -              | 25    | 6     |
| Roasso Kumamoto     | 2009  | 23        | 4         | -              | -              | 23    | 4     |
| Giravanz Kitakyushu | 2010  | 18        | 0         | -              | -              | 18    | 0     |
| Giravanz Kitakyushu | 2011  | 4         | 0         | -              | -              | 4     | 0     |
| Giravanz Kitakyushu | 2012  | 18        | 2         | -              | -              | 18    | 2     |
| Total               | Total | 198       | 16        | 11             | 0              | 209   | 16    |

## Palmarés

### Títulos nacionales
| Título    | Club         | País  | Año  |
| --------- | ------------ | ----- | ---- |
| J2 League | Oita Trinita | Japón | 2002 |